# Список эпизодов мультсериала «Обычный мультик»
«Обычный мультик» (англ. Regular Show) — американский мультсериал, созданный Джеймсом Куинтелом для телеканала Cartoon Network.

## Обзор
| Сезон | Сезон           | Количество эпизодов | Период показа    | Период показа   |
| Сезон | Сезон           | Количество эпизодов | Начало сезона    | Финал сезона    |
| ----- | --------------- | ------------------- | ---------------- | --------------- |
|       | Короткометражки | 2                   | 2005             | 2006            |
|       | Пилот           | Пилот               | 14 августа 2009  | 14 августа 2009 |
|       | 1               | 12                  | 6 сентября 2010  | 22 ноября 2010  |
|       | 2               | 28                  | 29 ноября 2010   | 1 августа 2011  |
|       | 3               | 40                  | 19 сентября 2011 | 3 сентября 2012 |
|       | 4               | 40                  | 1 октября 2012   | 12 августа 2013 |
|       | 5               | 40                  | 2 сентября 2013  | 14 августа 2014 |
|       | 6               | 31                  | 9 октября 2014   | 25 июня 2015    |
|       | 7               | 39                  | 26 июня 2015     | 30 июня 2016    |
|       | Фильм           | Фильм               | 25 ноября 2015   | 25 ноября 2015  |
|       | 8               | 31                  | 26 сентября 2016 | 16 января 2017  |

## Короткометражки
| # | Название                                                       | Режиссер и сценарист | Премьера |
| --- | -------------------------------------------------------------- | -------------------- | -------- |
| 1 | «Наивный человек из Лоллиленда» «The Naive Man from Lolliland» | Джеймс Куинтел       | 2005     |
| Попс впервые посещает ресторан в Соединенных Штатах, но начинает вражду в ресторане из-за того, что платит в валюте своего региона - леденцы на палочке.                                                                                  |                                                                |                      |          |
| 2 | «2 в AM PM» «2 in the AM PM»                                   | Джеймс Куинтел       | 2006     |
| Двое рабочих АЗС должны работать в два часа ночи на Хэллоуин. Тем не менее, один из них невольно накаляет их обоих, поедая конфеты с добавлением кислоты, изменяя их внешний вид, и должен снова измениться, прежде чем кто-то их увидит. |                                                                |                      |          |

## Пилот
| # | Название        | Режиссер и сценарист | Премьера                                                |
| --- | --------------- | -------------------- | ------------------------------------------------------- |
| 0 | «Пилот» «Pilot» | Джеймс Куинтел       | 14 августа 2009 в интернете, 12 мая 2010 в телевидении. |
| Мордекай и Ригби играют в бесконечную игру «камень, ножницы, бумага», чтобы определить, кому достанется старый, неудобный диван Попса, но 100 игр подряд не оборачиваются чьей-либо победой, что вызывает монстра чёрной дыры, пытающегося съесть диван, дабы сломать ничью. |                 |                      |                                                         |

## 1 сезон
| # | Название                                                     | Сценарий                                | Премьера         | Код серии | Кол-во зрителей (в миллионах) |
| --- | ------------------------------------------------------------ | --------------------------------------- | ---------------- | --------- | ----------------------------- |
| 1 | «Сила» «The Power»                                           | Джеймс Куинтел                          | 6 сентября 2010  | 697-003   | 2.10                          |
| Мордекай и Ригби пробивают дыру в стене своей комнаты. Они решили убедить своего босса Бенсона повысить зарплату, с помощью волшебного синтезатора, который Ригби нашёл в парке, поскольку они понимают, что он может делать всё, что они хотят.                                                 |                                                              |                                         |                  |           |                               |
| 2 | «Просто расставьте стулья» «Just Set Up the Chairs»          | Шон Селес Сион Такэути                  | 13 сентября 2010 | 697-004   | 1.90                          |
| Мордекай и Ригби хотят доказать своему боссу Бенсону, что они не бездельники, расставляя стулья для детского дня рождения. |                                                              |                                         |                  |           |                               |
| 3 | «Кофеиновые билеты на концерт» «Caffeinated Concert Tickets» | Джеймс Куинтел Майк Рос                 | 20 сентября 2010 | 697-001   | 1.72                          |
| Мордекай и Ригби работают сверхурочно, чтобы подзаработать деньги на билеты на концерт, но затем вслепую заключают сделку с гигантским кофейным зерном и его японским переводчиком, что быстро приводит к обратным результатам.                                                                  |                                                              |                                         |                  |           |                               |
| 4 | «Кулачный бой» «Death Punchies»                              | Джеймс Куинтел Майк Рос Джейк Армстронг | 27 сентября 2010 | 692-016   | 1.98                          |
| Ригби крадёт инструкции из «Death Kwon Do» о том, как выполнить мощный удар кулаком, чтобы победить Мордекая в игре, где его всегда бьют. Но это имеет неприятные последствия, когда Мордекай раскрывает свой секрет и использует блокировку, чтобы противостоять мощному удару.                 |                                                              |                                         |                  |           |                               |
| 5 | «Бесплатный торт» «Free Cake»                                | Кэт Моррис Пол Скарлата                 | 4 октября 2010   | 697-011   | 2.10                          |
| Мордекай и Ригби планируют устроить неожиданную вечеринку по случаю дня рождения для Скипса, чтобы они могли съесть бесплатный торт, но осознали, что их несчастный случай разрушает ритуал Скипса, чтобы остаться бессмертным.                                                                  |                                                              |                                         |                  |           |                               |
| 6 | «Сосисочная месть» «Meat Your Maker»                         | Шон Селес Сион Такэути                  | 11 октября 2010  | 697-012   | 1.87                          |
| Мордекай и Ригби оказываются в ловушке, в Мясном холодильническом помещении, во время поиска хот-догов после того, как Ригби поджигает их слишком большим количеством масла. Они встречают говорящих хот-догов, которые соглашаются им помочь, но их настоящая цель - съесть их.                 |                                                              |                                         |                  |           |                               |
| 7 | «Копченый сырок делюкс» «Grilled Cheese Deluxe»              | Шон Селес Сион Такэути                  | 18 октября 2010  | 697-008   | 2.16                          |
| Мордекай и Ригби по ошибке съели сэндвич с сыром на гриле своего босса Бенсона, и их отправили за другим. Они соревнуются, кто лучше умеет лгать, что быстро приводит к большим проблемам с двумя астронавтами, на которых они пытаются произвести впечатление.                                  |                                                              |                                         |                  |           |                               |
| 8 | «Единорогам вход воспрещён» «The Unicorns Have Got to Go»    | Кэт Моррис Пол Скарлата                 | 25 октября 2010  | 697-005   | 2.42                          |
| Мордекай покупает новый одеколон, чтобы привлечь Маргарет, но вместо этого привлекает банду преступников-единорогов и должен найти способ избавиться от них. Но легче сказать, чем сделать, когда Ригби встаёт на их сторону.                                                                    |                                                              |                                         |                  |           |                               |
| 9 | «Мастера пранков» «Prank Callers»                            | Джеймс Куинтел Майк Рос Кент Осборн     | 1 ноября 2010    | 697-009   | 2.10                          |
| Мордекай и Ригби отправляются обратно в 1982 год после попытки розыгрыша вызвать «Мастера розыгрыша» и нуждаются в помощи, чтобы вернуться в нормальное время. |                                                              |                                         |                  |           |                               |
| 10 | «Дон» «Don»                                                  | Бентон Коннор Кэт Моррис Джеймс Куинтел | 8 ноября 2010    | 697-006   | 2.09                          |
| Дона, старшего по росту, но младшего по возрасту брата Ригби вызывают в парк, чтобы спасти его от финансового краха, к большому раздражению Ригби. Его отказ принять «сахар» Дона (крепкие объятия) заставляет парк медленно исчезать. Это заставляет Ригби примирить свои разногласия с братом. |                                                              |                                         |                  |           |                               |
| 11 | «Тело Ригби» «'Rigby's Body'»                                | Джеймс Куинтел Майк Рос                 | 15 ноября 2010   | 697-002   | 1.93                          |
| Когда тело Ригби выходит из его сознания после того, как он переедает нездоровой пищей, Мордекай и Скипс пытаются вернуть его к нормальному состоянию, прежде чем изменение станет постоянным. Тем не менее, культурист тоже хочет тело Ригби.                                                   |                                                              |                                         |                  |           |                               |
| 12 | «Мордекай и Ригби» «Mordecai and the Rigbys»                 | Шон Селес Сион Такэути                  | 22 ноября 2010   | 697-010   | 2.03                          |
| После того, как Мордекай и Ригби случайно выдали себя за настоящую группу, их будущие «я», кажется, им помогают. Но, узнав, что это розыгрыш, они закрывают группу, в результате чего будущие «я» исчезают.                                                                                      |                                                              |                                         |                  |           |                               |

## 2 сезон
| # | Название                                           | Сценарий                               | Премьера        | Код серии | Кол-во зрителей (в миллионах) |
| --- | -------------------------------------------------- | -------------------------------------- | --------------- | --------- | ----------------------------- |
| 1 | «Здвряк началичег!» «'Ello Gov'nor'»               | Шон Селес Сион Такэути                 | 29 ноября 2010  | 1004-014  | 2.07                          |
| Ригби стал очень сильно бояться английских такси после просмотра фильма ужасов, главным антагонистом которой является кэб, преследующий людей. Не имея большого выбора, он просит Мордекая и Попса помочь преодолеть свои страхи. |                                                    |                                        |                 |           |                               |
| 2 | «Пора» «'It's Time'»                               | Бентон Коннор Калвин Вонг              | 3 января 2011   | 1004-015  | N/A                           |
| Мордекай становится сердито-ревнивым, когда Ригби впечатляет Маргарет на свидании, чтобы увидеть званый обед с зомби. В отчаянии он взял все часы в микроволновую печь и приготовил их. В процессе боя Ригби погибает, а Мордекай знакомится с Отцом Время, который возвращает его к началу эпизода, чтобы исправить то, что он сделал не так.                                              |                                                    |                                        |                 |           |                               |
| 3 | «Мы это ценим» «Appreciation Day»                  | Кэт Моррис Пол Скарлата                | 10 января 2011  | 1004-013  | 1.72                          |
| Мордекай и Ригби решают записать ложные утверждения в книгу рекордов своего босса Бенсона, но проблемы возникают, когда перечисленные события сбываются, включая смертельного снежного монстра. |                                                    |                                        |                 |           |                               |
| 4 | «Око» «Peeps»                                      | Бентон Коннор Калвин Вонг              | 17 января 2011  | 1004-019  | N/A                           |
| Бенсон, босс Мордекая и Ригби, хочет следить за ними, поэтому он повсюду устанавливает камеры и заставляет гигантское глазное яблоко по имени «Пипс» наблюдать за ними. |                                                    |                                        |                 |           |                               |
| 5 | «Головокружение» «Dizzy»                           | Шон Селес Сион Такэути                 | 24 января 2011  | 1004-018  | 2.10                          |
| Попс должен подготовить речь в парке, чтобы открыть новую статую в парке. Мордекай и Ригби пытаются помочь, вызывая у него головокружение, но они должны войти в его голову, чтобы восстановить его уверенность. |                                                    |                                        |                 |           |                               |
| 6 | «Моя мама!» «My Mom»                               | Кэт Моррис                             | 31 января 2011  | 1004-017  | 1.83                          |
| Мордекаю и Ригби не удаётся выполнить ещё одну задачу, поэтому их босс Бенсон поручил Маслмену и призраку Дай Пять наблюдать за ними. Мордекай и Ригби ненавидят мириться с Маслменом и Дай Пять, особенно с шутками Маслмена «Моя мама». |                                                    |                                        |                 |           |                               |
| 7 | «Высший балл» «High Score»                         | Шон Селес                              | 7 февраля 2011  | 1004-024  | N/A                           |
| Мордекай и Ригби пытаются заслужить уважение, побив мировой рекорд в аркадных играх, пока не вмешивается гигантская парящая голова по имени GBF (Гаррет Бобби Фергюсон), который является рекордсменом. |                                                    |                                        |                 |           |                               |
| 8 | «Ярость против телевизора» «Rage Against the TV»   | Джеймс Куинтел Майк Рос Джон Инфантино | 14 февраля 2011 | 1004-020  | 1.85                          |
| После того, как их телевизор выходит из строя, Мордекай и Ригби пытаются найти другой телевизор, чтобы победить сложного босса в видеоигре. Тем не менее, босс вскоре становится реальным, комбинируя электронику, заставляя группу работать вместе и победить его, используя мебель. |                                                    |                                        |                 |           |                               |
| 9 | «Праздник Пит» «Party Pete»                        | Бентон Коннор Калвин Вонг              | 21 февраля 2011 | 1004-025  | 1.72                          |
| Когда их босс Бенсон берёт выходной, Мордекай и Ригби решают устроить вечеринку с помощью жёсткой вечеринки знаменитости по имени Праздник Пит. Тем не менее, Праздник Пит заходит слишком далеко после антикварного газированного напитка. |                                                    |                                        |                 |           |                               |
| 10 | «Мозгоправ» «Brain Eraser»                         | Кэт Моррис                             | 25 февраля 2011 | 1004-021  | 1.91                          |
| Когда Мордекай случайно видит Попса голым, Ригби и Скипс пытаются помочь ему забыть об этом, обращаясь к его памяти и стирая её в стиле японского аниме-фильма. |                                                    |                                        |                 |           |                               |
| 11 | «Бенсон, ты уволен!» «Benson Be Gone»              | Джон Инфантино                         | 28 февраля 2011 | 1004-016  | 1.87                          |
| Новый менеджер парка заменяет Бенсона после того, как его понижают до садовника вместе с Мордекаем и Ригби, но этот новый менеджер оказывается демоном. Хуже того, это заставляет всех выглядеть как она, вынуждая Бенсона спасать положение. |                                                    |                                        |                 |           |                               |
| 12 | «Но у меня есть чек!» «But I Have a Receipt»       | Кэт Моррис Минти Льюис                 | 7 марта 2011    | 1004-028  | 1.75                          |
| Мордекай и Ригби пытаются вернуть деньги за свою ролевую игру, осознав, насколько это плохо, но менеджер отказывается позволить этому случиться. Это заставляет обе стороны вступать в войну, чтобы увидеть, кто прав в этом деле, которое преобладает в симуляции всего в настольной игре.                                                                                                 |                                                    |                                        |                 |           |                               |
| 13 | «Это моя песня» «This Is My Jam»                   | Шон Селес                              | 7 марта 2011    | 1004-027  | 1.52                          |
| Ригби изо всех сил пытается выбросить из головы повторяющуюся песню, которая быстро превращается в проблему для всей группы, когда она оживает с живой кассетой 90-х, которая превращается в битву групп. |                                                    |                                        |                 |           |                               |
| 14 | «Масл-вумен» «Muscle Woman»                        | Бентон Коннор Калвин Вонг              | 28 марта 2011   | 1004-029  | 1.42                          |
| Маслмен впадает в депрессию, когда его девушка, Старла, расстаётся с ним, из-за чего Мордекай и Ригби делают свою работу. Ободрённый Ригби, Мордекай затем нерешительно планирует встречаться со Старлой, а затем расстаться с ней, чтобы вернуться к Маслмену, но это приводит Старлу в ярость. Безумие Старлы разрушает город, заставляя Маслмена наконец показать свои истинные чувства. |                                                    |                                        |                 |           |                               |
| 15 | «Замена» «Temp Check»                              | Бентон Коннор Калвин Вонг              | 4 апреля 2011   | 1004-031  | 1.69                          |
| Ригби нанимает временного служащего для работы в парке, но вскоре узнаёт о своих коварных способах, когда начинает воровать личность Ригби. Когда он достигает точки кипения, группа застревает в столкновении с двумя Ригби, с которыми они должны положить конец, определив истинного мошенника.                                                                                          |                                                    |                                        |                 |           |                               |
| 16 | «Молчок» «Jinx»                                    | Шон Селес Генри Ю                      | 18 апреля 2011  | 1004-032  | 1.70                          |
| Ригби становится жертвой сглаза Мордекая и пытается избавиться от него, но каждый раз терпит неудачу. Пока Маслмен не велит Ригби сделать это в зеркале, которое высвобождает демона, повышая ставки и заставляя Мордекая освободить Ригби. |                                                    |                                        |                 |           |                               |
| 17 | «Увидимся!» «See You There»                        | Джеймс Куинтел                         | 25 апреля 2011  | 1004-022  | 1.74                          |
| Мордекай и Ригби пытаются попасть на вечеринку Маслмена по случаю дня рождения Дай Пять, но вскоре узнают правду об этом после различных попыток. |                                                    |                                        |                 |           |                               |
| 18 | «Будь другом!» «Do Me a Solid»                     | Кэт Моррис Минти Льюис                 | 2 мая 2011      | 1004-030  | 2.04                          |
| Мордекай просит Ригби пойти на свидание с Эйлин, чтобы удвоить свидание с Мордекаем и Маргарет. Ригби соглашается в обмен на то, что Мордекай должен ему десять услуг, которые он использует во время свидания, чтобы испортить шаги Мордекая к Маргарет, но это становится смертельным при последней милости.                                                                              |                                                    |                                        |                 |           |                               |
| 19 | «Кладбищенские истории» «Grave Sights»             | Бентон Коннор Калвин Вонг              | 9 мая 2011      | 1004-035  | 1.93                          |
| Мордекай и Ригби случайно разбудили мёртвых во время киносеанса на кладбище в парке и должны защитить аудиторию, которая считает, что они смотрят «Зомби-апокалипсис» в 3D. |                                                    |                                        |                 |           |                               |
| 20 | «Самый настоящий реслинг!» «Really Real Wrestling» | Шон Селес                              | 16 мая 2011     | 1004-034  | 2.16                          |
| Случайно ранив Попса, Мордекай и Ригби крадутся из дома, чтобы пойти на мероприятие по борьбе, которое они изначально собирались посетить вместе с ним. К своему удивлению, они обнаруживают, что он сбежал и был принят за борца на мероприятии. |                                                    |                                        |                 |           |                               |
| 21 | «Чересчур!» «Over the Top»                         | Бентон Коннор Калвин Вонг              | 23 мая 2011     | 1004-036  | 1.96                          |
| Скипс не может понять, как Ригби может победить его в армрестлинге, и вскоре обнаруживает правду и невероятным образом убивает его. Он должен победить мёртвого присутствия Смерти в поединке по армрестлингу, чтобы оживить жизнь Ригби. |                                                    |                                        |                 |           |                               |
| 22 | «Полуношник!» «The Night Owl»                      | Кэт Моррис Минти Льюис                 | 30 мая 2011     | 1004-033  | 2.11                          |
| Мордекай, Ригби, Маслмен и Дай Пять участвуют в соревновании за автомобиль, но ведущий конкурса планирует оставить их в нём навсегда. Четвёрка должна попытаться сбежать в прошлое, прежде чем их заморозят в будущем 4224 году. |                                                    |                                        |                 |           |                               |
| 23 | «Кучка маленьких утят» «A Bunch of Baby Ducks»     | Кэт Моррис Минти Льюис                 | 6 июня 2011     | 1004-037  | 2.33                          |
| Когда Мордекай и Ригби чистят фонтан, они обнаруживают, что в нём живёт группа утят. Когда им поручают найти дом, мужчина-фетиш на уток хочет поймать их для плана. Теперь им предстоит победить человека и спасти утят. |                                                    |                                        |                 |           |                               |
| 24 | «Более умный» «More Smarter»                       | Бентон Коннор Калвин Вонг              | 13 июня 2011    | 1004-039  | 2.19                          |
| Ригби покупает в Интернете напиток, который увеличивает интеллект человека, чтобы доказать Мордекаю, что он умнее его. Тем не менее, они оба стали слишком умными. |                                                    |                                        |                 |           |                               |
| 25 | «Первый день» «First Day»                          | Джеймс Куинтел                         | 11 июля 2011    | 1004-040  | 2.63                          |
| В свой первый день работы в парке Мордекай и Ригби соревнуются друг с другом за старое кресло Попса, играя камень-ножницы-бумага, но выясняется, что это злая игра, когда они связывают 100 раз подряд, порождают монстра, поглощающего порталы. |                                                    |                                        |                 |           |                               |
| 26 | «Как вирус» «Go Viral»                             | Бентон Коннор Калвин Вонг              | 18 июля 2011    | 1004-026  | 2.01                          |
| Мордекай и Ригби соревнуются с Маслменом и Дай Пять, чтобы узнать, кто сможет снять вирусное видео с наибольшим количеством просмотров. Тем не менее, дуэт в конце концов находит странное место, которым управляет злой компьютерный надзиратель. |                                                    |                                        |                 |           |                               |
| 27 | «Скунсотрапия» «Skunked»                           | Джеймс Куинтел Шон Селес               | 25 июля 2011    | 1004-023  | 2.14                          |
| Ригби начинает превращаться в скунса после распыления мифического существа по имени Скунс-оборотень и пытается вернуться в нормальное состояние, пока не стало слишком поздно, но Скунс-оборотень полон решимости не допустить этого. |                                                    |                                        |                 |           |                               |
| 28 | «Караоке-видео» «Karaoke Video»                    | Шон Селес Деннис Месснер               | 1 августа 2011  | 1004-028  | 2.26                          |
| Мордекай и Ригби должны найти и уничтожить видеозапись, на которой они оскорбляют своих друзей в пьяном виде и поглощены азартным пением караоке, но это оказывается очень трудным, когда группа тоже участвует, а менеджер игнорирует их протест. проигрывает кассету. |                                                    |                                        |                 |           |                               |

## 3 сезон
| Номер эпизода | Номер эпизода в сезоне | Название                                                 | Написано и раскадровано                                                       | Премьера         | Код серии | Кол-во зрителей (в миллионах) |
| ------------- | ---------------------- | -------------------------------------------------------- | ----------------------------------------------------------------------------- | ---------------- | --------- | ----------------------------- |
| 41            | 1                      | «Настольный хоккей» «Stick Hockey»                       | Шон Селеш и Кэт Моррис                                                        | 19 сентября 2011 | 1009-041  | 2.00                          |
| 42            | 2                      | «Рождён быть блондином» «Bet to Be Blonde»               | Бентон Коннор и Калвин Вонг                                                   | 26 сентября 2011 | 1009-042  | 1.99                          |
| 43            | 3                      | «Скипс наносит удар!» «Skips Strikers»                   | Бентон Коннор и Калвин Вонг                                                   | 3 октября 2011   | 1009-046  | 2.08                          |
| 44-45         | 4                      | «Страшные истории парка» «Terror Tales of the Park»      | Джеймс Куинтел, Бен Адамс, Андрес Салафф, Шон Селеш, Кэт Моррис, Сион Такэути | 10 октября 2011  | 1009-044  | 1.97                          |
| 44-45         | 5                      | «Страшные истории парка» «Terror Tales of the Park»      | Джеймс Куинтел, Бен Адамс, Андрес Салафф, Шон Селеш, Кэт Моррис, Сион Такэути | 10 октября 2011  | 1009-045  | 1.97                          |
| 46            | 6                      | «Кемпинг - это круто» «Camping Can Be Cool»              | Шон Селеш и Кэт Моррис                                                        | 17 октября 2011  | 1009-048  | 2.05                          |
| 47            | 7                      | «Бросок сверху» «Slam Dunk»                              | Андрес Салафф и Бен Адамс                                                     | 24 октября 2011  | 1009-047  | 2.08                          |
| 48            | 8                      | «Крутые велики» «Cool Bikes»                             | Бентон Коннор и Калвин Вонг                                                   | 7 ноября 2011    | 1009-050  | 1.83                          |
| 49            | 9                      | «Правила дома» «House Rules»                             | Джон Инфантино и Андрес Салафф                                                | 14 ноября 2011   | 1009-052  | 2.30                          |
| 50            | 10                     | «Рэп битва!» «Rap It Up»                                 | Шон Селеш и Кэт Моррис                                                        | 21 ноября 2011   | 1009-054  | 2.14                          |
| 51            | 11                     | «Тачка» «Cruisin»                                        | Бентон Коннор и Калвин Вонг                                                   | 28 ноября 2011   | 1009-051  | 2.17                          |
| 52            | 12                     | «Под капюшоном» «Under the Hood»                         | Андрес Салафф и Тоби Джонс                                                    | 12 декабря 2011  | 1009-053  | 2.32                          |
| 53            | 13                     | «Выходные у Бенсона» «Weekend at Benson's»               | Бентон Коннор и Хилари Флоридо                                                | 16 января 2012   | 1009-056  | 1.99                          |
| 54            | 14                     | «Печенье с предсказанием!» «Fortune Cookie»              | Бентон Коннор, Хилари Флоридо и Калвин Вонг                                   | 23 января 2012   | 1009-049  | 1.86                          |
| 55            | 15                     | «Позитивный настрой» «Think Positive»                    | Шон Селеш и Кэт Моррис                                                        | 23 января 2012   | 1009-058  | 2.48                          |
| 56            | 16                     | «Скипс против технологий» «Skis vs. Technology»          | Калвин Вонг и Тоби Джоунс                                                     | 6 февраля 2012   | 1009-060  | 2.39                          |
| 57            | 17                     | «Случайный набор» «Butt Dial»                            | Шон Селеш и Кэт Моррис                                                        | 13 февраля 2012  | 1009-068  | 2.45                          |
| 58            | 18                     | «Яйтлично!» «Eggscellent»                                | Джеймс Куинтел                                                                | 27 февраля 2012  | 1009-057  | 2.32                          |
| 59            | 19                     | «Модель живота» «Gut Model»                              | Шон Селеш и Кэт Моррис                                                        | 5 марта 2012     | 1009-062  | 2.18                          |
| 60            | 20                     | «Волшебники видеоигр» «Video Game Wizard»                | Бентон Коннор и Хилари Флоридо                                                | 26 марта 2012    | 1009-065  | 2.08                          |
| 61            | 21                     | «Победитель» «Big Winner»                                | Бентон Коннор и Хилари Флоридо                                                | 2 апреля 2012    | 1009-076  | 2.38                          |
| 62            | 22                     | «Лучший бургер в мире» «The Best Burger in the World»    | Андрес Салафф                                                                 | 9 апреля 2012    | 1009-064  | 2.46                          |
| 63            | 23                     | «Подмена» «Replaced»                                     | Джеймс Куинтел, Майк Рот и Джон Инфантино                                     | 16 апреля 2012   | 1009-043  | 2.30                          |
| 64            | 24                     | «Мусорный парус» «Trash Boat»                            | Бентон Коннор и Хилари Флоридо                                                | 23 апреля 2012   | 1009-066  | н. д                          |
| 65            | 25                     | «Кулак Судьбы» «Fists of Justice»                        | Андрес Салафф                                                                 | 30 апреля 2012   | 1009-067  | 2.25                          |
| 66            | 26                     | «Да, друг, да!» «Yes Dude Yes»                           | Шон Селеш и Кэт Моррис                                                        | 7 мая 2012       | 1009-070  | 2.12                          |
| 67            | 27                     | «Экстремальный картинг» «Busted Cart»                    | Бентон Коннор и Хилари Флоридо                                                | 14 мая 2012      | 1009-055  | 2.26                          |
| 68            | 28                     | «Смерть в восемь» «Dead at Eight»                        | Калвин Вонг и Тоби Джоунс                                                     | 28 мая 2012      | 1009-072  | 2.05                          |
| 69            | 29                     | «Доступ запрещён» «Access Denied»                        | Шон Селеш и Кэт Моррис                                                        | 4 июня 2012      | 1009-074  | 2.59                          |
| 70            | 30                     | «Масл-наставник» «Muscle Mentor»                         | Андрес Салафф                                                                 | 11 июня 2012     | 1009-071  | 2.73                          |
| 71            | 31                     | «Зал славы дальнобойщиков» «Trucker Hall Of Fame»        | Калвин Вонг и Тоби Джоунс                                                     | 18 июня 2012     | 1009-061  | 2.92                          |
| 72            | 32                     | «Неисправный» «Out of Commission»                        | Калвин Вонг и Тоби Джоунс                                                     | 25 июня 2012     | 1009-059  | 2.48                          |
| 73            | 33                     | «Дорогой ресторан» «Fancy Restaurant»                    | Калвин Вонг и Тоби Джоунс                                                     | 16 июля 2012     | 1009-073  | 2.93                          |
| 74            | 34                     | «Дневник» «Diary»                                        | Андрес Салафф и Медлин Керипель                                               | 23 июля 2012     | 1009-075  | 2.63                          |
| 75            | 35                     | «Лучшая видеокассета в мире» «The Best VHS in the World» | Калвин Вонг и Тоби Джоунс                                                     | 30 июля 2012     | 1009-079  | 2.78                          |
| 76            | 36                     | «Безприкольный» «Prankless»                              | Бентон Коннор и Хилари Флоридо                                                | 6 августа 2012   | 1009-078  | 2.93                          |
| 77            | 37                     | «Медведь-шатун» «Death Bear»                             | Шон Селеш и Кэт Моррис                                                        | 13 августа 2012  | 1009-077  | 2.80                          |
| 78            | 38                     | «Пушистые кубики» «Fuzzy Dice»                           | Андрес Салафф и Медлин Керипель                                               | 20 августа 2012  | 1009-080  | 2.63                          |
| 79            | 39                     | «Сахарная лихорадка» «Sugar Rush»                        | Бентон Коннор и Хилари Флоридо                                                | 27 августа 2012  | 1009-069  | 2.70                          |
| 80            | 40                     | «Неудачный поцелуй» «Bad Kiss»                           | Шон Селеш и Кэт Моррис                                                        | 3 сентября 2012  | 1009-063  | 2.17                          |

## 4 сезон
| Номер эпизода | Номер эпизода в сезоне | Название                                                              | Написано и раскадровано                                                                    | Премьера        | Код серии | Кол-во зрителей (в миллионах) |
| ------------- | ---------------------- | --------------------------------------------------------------------- | ------------------------------------------------------------------------------------------ | --------------- | --------- | ----------------------------- |
| 81            | 1                      | «Шоссе 9В» «Exit 9B»                                                  | Калвин Вонг, Тоби Джонс, Андрес Салафф, Медлин Керипель                                    | 1 октября 2012  | 1012-081  | 3.05                          |
| 82            | 2                      | «Шоссе 9В» «Exit 9B»                                                  | Калвин Вонг, Тоби Джонс, Андрес Салафф, Медлин Керипель                                    | 1 октября 2012  | 1012-082  | 3.05                          |
| 83            | 3                      | «Салага» «Starter Pack»                                               | Бентон Коннор и Хилари Флоридо                                                             | 8 октября 2012  | 1012-088  | 1.86                          |
| 84            | 4                      | «Страшные истории парка 2» «Terror Tales of the Park 2»               | Бентон Коннор, Хилари Флоридо, Шон Селеш, Кэт Моррис, Джеймс Куинтел и Майк Рот            | 15 октября 2012 | 1012-083  | 3.11                          |
| 85            | 5                      | «Страшные истории парка 2» «Terror Tales of the Park 2»               | Бентон Коннор, Хилари Флоридо, Шон Селеш, Кэт Моррис, Джеймс Куинтел и Майк Рот            | 15 октября 2012 | 1012-084  | 3.11                          |
| 86            | 6                      | «Конкурс пирогов» «Pie Contest»                                       | Сара Олексик и Хелен Чо                                                                    | 22 октября 2012 | 1012-085  | 2.62                          |
| 87            | 7                      | «Барабанная установка» «150 Piece Kit»                                | Калвин Вонг и Тоби Джонс                                                                   | 29 октября 2012 | 1012-086  | 2.11                          |
| 88            | 8                      | «Лысина» «Bald Spot»                                                  | Шон Селеш и Медлин Керипель                                                                | 12 ноября 2012  | 1012-087  | 2.61                          |
| 89            | 9                      | «Мальчишник» «Guy's Night»                                            | Шон Селеш и Кэт Моррис                                                                     | 19 ноября 2012  | 1012-089  | 2.46                          |
| 90            | 10                     | «Подтягивание» «One Pull Up»                                          | Сара Олексик и Хеллен Джо                                                                  | 26 ноября 2012  | 1012-090  | 2.14                          |
| 91            | 11                     | «Специальный рождественский выпуск» «The Chistmas Special»            | Шон Селеш, Кэт Моррис, Бентон Коннор, и Хилари Флоридо Режиссер: Джеймс Куинтел и Майк Рот | 3 декабря 2012  | 1012-093  | 2.71                          |
| 92            | 12                     | «Специальный рождественский выпуск» «The Chistmas Special»            | Шон Селеш, Кэт Моррис, Бентон Коннор, и Хилари Флоридо Режиссер: Джеймс Куинтел и Майк Рот | 3 декабря 2012  | 1012-094  | 2.71                          |
| 93            | 13                     | «Долгожданный вторник» «T.G.I. Tuesday»                               | Калвин Вонг и Тоби Джонс                                                                   | 7 января 2013   | 1012-091  | 2.81                          |
| 94            | 14                     | «Фейерверк» «Firework Run»                                            | Андрес Салафф и Медлин Керипель                                                            | 14 января 2013  | 1012-092  | 2.24                          |
| 95            | 15                     | «Бесконечные выходные» «The Longest Weekend»                          | Сара Олексик и Хеллен Джо                                                                  | 21 января 2013  | 1012-095  | 2.51                          |
| 96            | 16                     | «Сэндвич смерти» «Sandwich of Death»                                  | Андрес Салафф и Медлин Керипель                                                            | 28 января 2013  | 1012-097  | 2.54                          |
| 97            | 17                     | «Эйс Бальтазар жив» «Ace Balthazar Lives»                             | Бентон Коннор и Хилари Флоридо                                                             | 4 февраля 2013  | 1012-098  | 2.27                          |
| 98            | 18                     | «Подгузник» «Do or Diaper»                                            | Шон Селеш, Кэт Моррис                                                                      | 11 февраля 2013 | 1012-099  | 2.67                          |
| 99            | 19                     | «Квипс» «Quips»                                                       | Сара Олексик и Хеллен Джо                                                                  | 18 февраля 2013 | 1012-100  | 2.43                          |
| 100           | 20                     | «Пещерный человек» «Caveman»                                          | Калвин Вонг и Тоби Джонс                                                                   | 25 февраля 2013 | 1012-101  | 2.44                          |
| 101           | 21                     | «Это мой телевизор» «That's My Television»                            | Андрес Салафф и Медлин Керипель                                                            | 4 марта 2013    | 1012-102  | 2.40                          |
| 102           | 22                     | «Кучка взрослых гусей» «A Bunch of Fll Grown Geese»                   | Калвин Вонг и Тоби Джонс                                                                   | 25 марта 2013   | 1012-096  | 2.58                          |
| 103           | 23                     | «Дважды обманутый» «Fool Me Twice»                                    | Калвин Вонг и Тоби Джонс                                                                   | 1 апреля 2013   | 1012-116  | 2.14                          |
| 104           | 24                     | «Обед в лимузине» «Limousine Lunchtime»                               | Бентон Коннор и Хилари Флоридо                                                             | 8 апреля 2013   | 1012-103  | 2.35                          |
| 105           | 25                     | «Встреча с Маргарет» «Picking Up Margaret»                            | Шон Селеш, Кэт Моррис                                                                      | 15 апреля 2013  | 1012-104  | 2.26                          |
| 106           | 26                     | «Убойное радио» «K.I.L.I.T. Radio»                                    | Бентон Коннор и Сара Олексик                                                               | 22 апреля 2013  | 1012-105  | 1.94                          |
| 107           | 27                     | «Картер и Бриггс» «Carter and Briggs»                                 | Калвин Вонг и Тоби Джонс                                                                   | 6 мая 2013      | 1012-106  | 2.12                          |
| 108           | 28                     | «У Скипса стресс» «Skips' Stress»                                     | Андрес Салафф и Медлин Керипель                                                            | 13 мая 2013     | 1012-107  | 2.08                          |
| 109           | 29                     | «Холодный кисель» «Cool Cubed»                                        | Бентон Коннор и Хилари Флоридо                                                             | 20 мая 2013     | 1012-108  | 2.37                          |
| 110           | 30                     | «Разбитый трейлер» «Trailer Trashed»                                  | Калвин Вонг и Кэт Моррис                                                                   | 27 мая 2013     | 1012-109  | 2.04                          |
| 111           | 31                     | «Быстрый как метеор» «Meteor Moves»                                   | Бентон Коннор и Сара Олексик                                                               | 10 июня 2013    | 1012-110  | 2.46                          |
| 112           | 32                     | «Семейный пикник» «Family BBQ»                                        | Бентон Коннор и Хилари Флоридо                                                             | 17 июня 2013    | 1012-113  | 2.27                          |
| 113           | 33                     | «Последний проигрыватель лазерных дисков» «The Last Laserdisc Player» | Калвин Вонг и Тоби Джонс                                                                   | 24 июня 2013    | 1012-111  | 2.25                          |
| 114           | 34                     | «Загородный клуб» «Country Club»                                      | Андрес Салафф и Медлин Керипель                                                            | 1 июля 2013     | 1012-112  | 2.51                          |
| 115           | 35                     | «Слепая вера» «Blind Trust»                                           | Андрес Салафф и Медлин Керипель                                                            | 15 июля 2013    | 1012-117  | 2.47                          |
| 116           | 36                     | «Лучший босс в мире» «World's Best Boss»                              | Кэт Моррис и Джеймс Ким                                                                    | 15 июля 2013    | 1012-114  | 2.47                          |
| 117           | 37                     | «Последняя трапеза» «Last Meal»                                       | Сара Олексик и Оуэн Деннис                                                                 | 22 июля 2013    | 1012-115  | 2.55                          |
| 118           | 38                     | «Спящий драчун» «Sleep Fighter»                                       | Кэт Моррис и Джеймс Ким                                                                    | 29 июля 2013    | 1012-119  | 2.06                          |
| 119           | 39                     | «Вечеринка» «Party Re-Pete»                                           | Сара Олексик и Оуэн Деннис                                                                 | 5 августа 2013  | 1012-120  | 2.88                          |
| 120           | 40                     | «Стейкхауз Амадей» «Steak Me Amadeus»                                 | Бентон Коннор и Хилари Флоридо                                                             | 12 августа 2013 | 1012-118  | 2.44                          |

## 5 сезон
| Номер эпизода | Номер эпизода в сезоне | Название                                                            | Премьера         | Код серии | Кол-во зрителей (в миллионах) |
| ------------- | ---------------------- | ------------------------------------------------------------------- | ---------------- | --------- | ----------------------------- |
| 121           | 1                      | «Стирка и другие невзгоды» «Laundry Woes»                           | 2 сентября 2013  | 1017-123  | 2.12                          |
| 122           | 2                      | «Уличный идол» «Silver Dude»                                        | 2 сентября 2013  | 1017-130  | 2.12                          |
| 123           | 3                      | «Машина Бенсона» «Benson's Car»                                     | 9 сентября 2013  | 1017-124  | 2.10                          |
| 124           | 4                      | «Всемясное бурритос» «Every Meat Burritos»                          | 16 сентября 2013 | 1017-125  | 2.46                          |
| 125           | 5                      | «Новый друг Стенчик» «Wall Buddy»                                   | 23 сентября 2013 | 1017-129  | 2.12                          |
| 126           | 6                      | «Охотники за бурями» «A Skips in Time»                              | 30 сентября 2013 | 1017-131  | 1.94                          |
| 127           | 7                      | «Школа выживания» «Survival Skills»                                 | 14 октября 2013  | 1017-134  | 1.87                          |
| 128           | 8                      | «Страшные истории парка 3» «Terror Tales of the Park 3»             | 21 октября 2013  | 1017-121  | 2.29                          |
| 129           | 9                      | «Страшные истории парка 3» «Terror Tales of the Park 3»             | 21 октября 2013  | 1017-122  | 2.29                          |
| 130           | 10                     | «Подштаны» «Tants»                                                  | 4 ноября 2013    | 1017-133  | 2.07                          |
| 131           | 11                     | «Лучший бросок» «Bank Shot»                                         | 11 ноября 2013   | 1017-135  | 1.99                          |
| 132           | 12                     | «Качалка» «Power Tower»                                             | 18 ноября 2013   | 1017-136  | 2.09                          |
| 133           | 13                     | «День Благодарения» «The Thanksginung Special»                      | 25 ноября 2013   | 1017-126  | 3.04                          |
| 134           | 14                     | «День Благодарения» «The Thanksginung Special»                      | 25 ноября 2013   | 1017-127  | 3.04                          |
| 135           | 15                     | «Сердце каскадёра» «The Heart of a Stuntman»                        | 2 декабря 2013   | 1017-137  | 2.03                          |
| 136           | 16                     | «Новогодний поцелуй» «New Year's Kiss»                              | 31 декабря 2013  | 1017-128  | 1.84                          |
| 137           | 17                     | «Вышибалы» «Dodge This»                                             | 13 января 2014   | 1017-132  | 2.05                          |
| 138           | 18                     | «Биотуалет» «Portable Toilet»                                       | 27 января 2014   | 1017-138  | 1.89                          |
| 139           | 19                     | «Открытка» «The Postcard»                                           | 10 февраля 2014  | 1017-144  | 1.89                          |
| 140           | 20                     | «Ригби в небе с буррито» «Rigby in the Sky with Burrito»            | 24 февраля 2014  | 1017-139  | 1.85                          |
| 141           | 21                     | «Путешествие на дно шахты» «Journey to the Bottom of the Crash Pit» | 3 марта 2014     | 1017-140  | 1.48                          |
| 142           | 22                     | «Береги время» «Saving Time»                                        | 10 марта 2014    | 1017-146  | 1.86                          |
| 143           | 23                     | «Роковая гитара» «Guitar of Rock»                                   | 17 марта 2014    | 1017-141  | 2.05                          |
| 144           | 24                     | «История Скипса» «Skips Story»                                      | 14 апреля 2014   | 1017-147  | 2.72                          |
| 145           | 25                     | «История Скипса» «Skips Story»                                      | 14 апреля 2014   | 1017-147  | 2.72                          |
| 146           | 26                     | «Возвращение Мордекая и Ригби» «Return of Mordecai and The Rigbys»  | 21 апреля 2014   | 1017-142  | 2.67                          |
| 147           | 27                     | «Неудачный портрет» «Bad Portrait»                                  | 28 апреля 2014   | 1017-143  | 1.96                          |
| 148           | 28                     | «Клипы для чайников» «Video 101»                                    | 5 мая 2014       | 1017-145  | 2.14                          |
| 149           | 29                     | «Ты мне нравишься! Привет!» «I Like You Hi»                         | 12 мая 2014      | 1017-148  | н.д.                          |
| 150           | 30                     | «Свидание на детской плащадке» «Play Date»                          | 5 июня 2014      | 1017-149  | 2.12                          |
| 151           | 31                     | «Эксперт или лжец» «Expert or Liar»                                 | 12 июня 2014     | 1017-150  | 1.73                          |
| 152           | 32                     | «На гребне волны» «Catching the Wave»                               | 19 июня 2014     | 1017-157  | 1.86                          |
| 153           | 33                     | «Золотые часы» «Gold Watch»                                         | 26 июня 2014     | 1017-151  | 2.11                          |
| 154           | 34                     | «Покраска» «Paint Job»                                              | 3 июля 2014      | 1017-153  | 1.90                          |
| 155           | 35                     | «Заберите торт» «Take the Cake»                                     | 10 июля 2014     | 1017-154  | 2.18                          |
| 156           | 36                     | «Скипс на коне» «Skips in the Saddle»                               | 17 июля 2014     | 1017-155  | 1.68                          |
| 157           | 37                     | «Томас сопротивляется» «Thomas Fight Back»                          | 24 июля 2014     | 1017-156  | 2.00                          |
| 158           | 38                     | «Первоклассный мальчишник!» «Bachelor Party Zingo!!»                | 31 июля 2014     | 1017-159  | 1.89                          |
| 159           | 39                     | «Палатка с проблемой» «Tent Trouble»                                | 7 августа 2014   | 1017-160  | 1.79                          |
| 160           | 40                     | «Настоящее свидание» «Real Date»                                    | 14 августа 2014  | 1017-158  | 1.85                          |

## 6 сезон
| Номер эпизода | Номер эпизода в сезоне | Название                                                       | Премьера        | Код серии | Кол-во зрителей (в миллионах) |
| ------------- | ---------------------- | -------------------------------------------------------------- | --------------- | --------- | ----------------------------- |
| 161           | 1                      | «Отожги и расслабься» «Maxin' and Relaxin»                     | 9 октября 2014  | 1029-163  | 2.19                          |
| 162           | 2                      | «Новый парень в кампусе» «New Bro on Campus»                   | 16 октября 2014 | 1029-164  | 2.24                          |
| 163           | 3                      | «Вопросы отцовства» «Daddy Issues»                             | 23 октября 2014 | 1029-165  | 1.71                          |
| 164           | 4                      | «Страшные истории парка 4» «Terror Tales of the Park 4»        | 29 октября 2014 | 1029-161  | 1.74                          |
| 165           | 5                      | «Страшные истории парка 4» «Terror Tales of the Park 4»        | 29 октября 2014 | 1029-162  | 1.74                          |
| 166           | 6                      | «Маслмэну конец!» «The End of Muscle Man»                      | 30 октября 2014 | 1029-167  | 1.38                          |
| 167           | 7                      | «Задействуй спину» «Lift with Your Back»                       | 6 ноября 2014   | 1029-166  | 1.71                          |
| 168           | 8                      | «Телевизор Эйлин» «Eileen Flat Screen»                         | 13 ноября 2014  | 1029-172  | 1.60                          |
| 169           | 9                      | «Настоящий Томас» «The Real Thomas»                            | 20 ноября 2014  | 1029-169  | 1.71                          |
| 170           | 10                     | «Настоящий Томас» «The Real Thomas»                            | 20 ноября 2014  | 1029-170  | 1.71                          |
| 171           | 11                     | «Обмен подарками» «The White Elephant Gift Exchange»           | 4 декабря 2014  | 1029-168  | 2.12                          |
| 172           | 12                     | «С Рождеством, Мордекай» «Merry Chistmas Mordecai»             | 4 декабря 2014  | 1029-173  | 2.12                          |
| 173           | 13                     | «Грустный саксофонист» «Sad Sax»                               | 8 января 2015   | 1029-175  | 1.85                          |
| 174           | 14                     | «Банкет парковых менеджеров» «Park Managers Lunch»             | 15 января 2015  | 1029-171  | 1.84                          |
| 175           | 15                     | «Мордекай и Ригби в Австралии» «Mordecai and Rigby Down Under» | 22 января 2015  | 1029-174  | 1.88                          |
| 176           | 16                     | «Женатый и без денег» «Married and Broke»                      | 29 января 2015  | 1029-176  | 1.80                          |
| 177           | 17                     | «Молодельные черепашки» «I See Turtles»                        | 5 февраля 2015  | 1029-178  | 1.72                          |
| 178           | 18                     | «Войны форматов 2» «Format Wars 2»                             | 12 февраля 2015 | 1029-179  | 1.67                          |
| 179           | 19                     | «Конкурс песен ко дню рождения» «Happy Birthday Song Contest»  | 19 февраля 2015 | 1029-177  | 2.08                          |
| 180           | 20                     | «Костюм Бенсона» «Benson's Suit»                               | 26 февраля 2015 | 1029-180  | 1.86                          |
| 181           | 21                     | «Геймеры не сдаются» «Gamers Never Say Die»                    | 5 марта 2015    | 1029-181  | 1.73                          |
| 182           | 22                     | «Тысячный полёт вертушки Фрэнка» «1000th Chopper Flight Party» | 12 марта 2015   | 1029-182  | 1.66                          |
| 183           | 23                     | «Тусо-конь» «Party Horse»                                      | 19 марта 2015   | 1029-183  | 1.49                          |
| 184           | 24                     | «Люди в униформе» «Men in Uniform»                             | 26 марта 2015   | 1029-184  | 1.95                          |
| 185           | 25                     | «Гаражная дверь» «Garage Door»                                 | 2 апреля 2015   | 1029-188  | 1.63                          |
| 186           | 26                     | «Утиный кризис века» «Brilliant Century Duck Crisis Special»   | 9 апреля 2015   | 1029-190  | 1.99                          |
| 187           | 27                     | «Утиный кризис века» «Brilliant Century Duck Crisis Special»   | 9 апреля 2015   | 1029-192  | 1.99                          |
| 188           | 28                     | «Страдания на двойном свидании» «Not Great Double Date»        | 22 июня 2015    | 1029-186  | 1.66                          |
| 189           | 29                     | «Смертельный квондо обед» «Death Know Do-Livery»               | 23 июня 2015    | 1029-189  | 1.70                          |
| 190           | 30                     | «Перерыв на обед» «Lunch Break»                                | 24 июня 2015    | 1029-191  | 1.60                          |
| 191           | 31                     | «Брошенная перед алтарём» «Dumped at the Altar»                | 25 июня 2015    | 1029-187  | 1.59                          |

## 7 сезон
| Номер эпизода | Номер эпизода в сезоне | Название                                                 | Премьера         | Код серии | Кол-во зрителей (в миллионах) |
| ------------- | ---------------------- | -------------------------------------------------------- | ---------------- | --------- | ----------------------------- |
| 192           | 1                      | «Брошенбург» «Dumptown U.S.A.»                           | 26 июня 2015     | 1035-195  | 1.29                          |
| 193           | 2                      | «Парковая премия» «The Parkie Awards»                    | 6 августа 2015   | 1035-196  | 1.60                          |
| 194           | 3                      | «Ланч-клуб» «The Lunch Club»                             | 13 августа 2015  | 1035-197  | 1.55                          |
| 195           | 4                      | «Легенда местных новостей» «Local News Legends»          | 20 августа 2015  | 1035-200  | 1.49                          |
| 196           | 5                      | «Под куполом» «The Dome Experiment»                      | 27 августа 2015  | 1035-198  | 1.60                          |
| 197           | 6                      | «Под куполом» «The Dome Experiment»                      | 27 августа 2015  | 1035-199  | 1.60                          |
| 198           | 7                      | «Подарок на день рождения» «Birthday Gift»               | 3 сентября 2015  | 1035-201  | 1.43                          |
| 199           | 8                      | «Видео с котиками» «Cat Videos»                          | 10 сентября 2015 | 1035-202  | 1.31                          |
| 200           | 9                      | «Как громом поражённые» «Struck by Lightning»            | 17 сентября 2015 | 1035-203  | 1.39                          |
| 201           | 10                     | «Страшные истории парка 5» «Terror Tales of the Park 5»  | 29 октября 2015  | 1035-193  | 1.31                          |
| 202           | 11                     | «Страшные истории парка 5» «Terror Tales of the Park 5»  | 29 октября 2015  | 1035-194  | 1.31                          |
| 203           | 12                     | «Возращение Тусо-коня» «The Return of Party Hourse»      | 9 ноября 2015    | 1035-204  | 1.03                          |
| 204           | 13                     | «Режим сна» «Sleep Cycle»                                | 10 ноября 2015   | 1035-205  | 1.32                          |
| 205           | 14                     | «Просто друзья» «Just Friends»                           | 11 ноября 2015   | 1035-206  | 1.26                          |
| 206           | 15                     | «Поросёнок Бенсона» «Benson's Pig»                       | 12 ноября 2015   | 1035-207  | 1.16                          |
| 207           | 16                     | «План Эйлин» «The Eileen Plan»                           | 13 ноября 2015   | 1035-209  | 1.13                          |
| 208           | 17                     | «Здравствуй, Китай!» «Hello China»                       | 30 ноября 2015   | 1035-208  | 1.25                          |
| 209           | 18                     | «Самый безумный план» «Crazy Fake Plan»                  | 1 декабря 2015   | 1035-211  | 1.25                          |
| 210           | 19                     | «Выиграй приз» «Win That Prize»                          | 2 декабря 2015   | 1035-212  | 1.16                          |
| 211           | 20                     | «Снежные плюшки» «Snow Tubing»                           | 3 декабря 2015   | 1035-210  | 1.18                          |
| 212           | 21                     | «Чили конкурс» «Chili Cook Off»                          | 5 марта 2016     | 1035-213  | 1.08                          |
| 213           | 22                     | «Выходной на пончиковой фабрике» «Donut Factory Holiday» | 12 марта 2016    | 1035-214  | 1.02                          |
| 214           | 23                     | «Жаблонски» «Gymblonski»                                 | 19 марта 2016    | 1035-215  | 1.17                          |
| 215           | 24                     | «Мальчишник 2» «Guys Night 2»                            | 26 марта 2016    | 1035-216  | 1.00                          |
| 216           | 25                     | «Синтезатор Гари» «Gary's Synthesizer»                   | 2 апреля 2016    | 1035-217  | 1.00                          |
| 217           | 26                     | «Мусорный король» «California King»                      | 9 апреля 2016    | 1035-219  | 1.10                          |
| 218           | 27                     | «Братья в кубе» «Cube Bros»                              | 16 апреля 2016   | 1035-220  | 0.79                          |
| 219           | 28                     | «Посылка Мэлларда» «Maellard's Package»                  | 23 апреля 2016   | 1035-221  | 0.94                          |
| 220           | 29                     | «Ригби идёт на выпускной» «Rigby Goes to the Prom»       | 5 мая 2016       | 1035-218  | 1.02                          |
| 221           | 30                     | «Кнопка» «The Button»                                    | 12 мая 2016      | 1035-223  | 1.40                          |
| 222           | 31                     | «Любимая кофта» «Favorite Shirt»                         | 19 мая 2016      | 1035-224  | 1.17                          |
| 223           | 32                     | «Волшебник Марволо» «Marvolo the Wizard»                 | 26 мая 2016      | 1035-225  | 1.35                          |
| 224           | 33                     | «Любимая планета Попса» «Pops' Favorite Planet»          | 2 июня 2016      | 1035-226  | 1.25                          |
| 225           | 34                     | «Меня зовут Пэм!» «Pam I Am»                             | 2 июня 2016      | 1035-227  | 1.25                          |
| 226           | 35                     | «В полный изоляции» «Lame Lockdown»                      | 9 июня 2016      | 1035-230  | 1.02                          |
| 227           | 36                     | «Только для избранных» «VIP Members Only»                | 16 июня 2016     | 1035-231  | 0.98                          |
| 228           | 37                     | «Ключики!» «Deez Keys»                                   | 23 июня 2016     | 1035-232  | 1.18                          |
| 229           | 38                     | «Выпускной Ригби» «Rigby's Graduation Day Special»       | 30 июня 2016     | 1035-228  | 1.10                          |
| 230           | 39                     | «Выпускной Ригби» «Rigby's Graduation Day Special»       | 30 июня 2016     | 1035-229  | 1.10                          |

## 8 сезон
| Номер эпизода | Номер эпизода в сезоне | Название                                                         | Премьера         | Код серии | Кол-во зрителей (в миллионах) |
| ------------- | ---------------------- | ---------------------------------------------------------------- | ---------------- | --------- | ----------------------------- |
| 231           | 1                      | «Космос день за днём» «One Space Day at a Time»                  | 26 сентября 2016 | 1043-234  | 1.14                          |
| 232           | 2                      | «Крутые броботы» «Cool Bro Bots»                                 | 26 сентября 2016 | 1043-235  | 1.14                          |
| 233           | 3                      | «Добро пожаловать в космос» «Welcome to Space»                   | 27 сентября 2016 | 1043-236  | 0.96                          |
| 234           | 4                      | «Космо-единицы» «Space Creds»                                    | 27 сентября 2016 | 1043-237  | 0.96                          |
| 235           | 5                      | «Ящик находок» «Lost and Found»                                  | 28 сентября 2016 | 1043-239  | 0.96                          |
| 236           | 6                      | «Космический розыгрыш» «Ugly Moons»                              | 29 сентября 2016 | 1043-240  | 0.98                          |
| 237           | 7                      | «Воин снов» «The Dream Warrior»                                  | 30 сентября 2016 | 1043-241  | 1.09                          |
| 238           | 8                      | «Преступный мозг» «The Brain of Evil»                            | 3 октября 2016   | 1043-238  | 0.82                          |
| 239           | 9                      | «Картофельная ночь» «Fries Night»                                | 4 октября 2016   | 1043-242  | 0.95                          |
| 240           | 10                     | «Косми Макъёлкинс» «Spacey McSpaceTree»                          | 5 октября 2016   | 1043-243  | 1.04                          |
| 241           | 11                     | «Как слышимость?» «Can You Ear Me Now»                           | 6 октября 2016   | 1043-246  | 0.92                          |
| 242           | 12                     | «Застрявшие в лифте» «Stuck in an Elevator»                      | 7 октября 2016   | 1043-247  | 0.95                          |
| 243           | 13                     | «Космическая гонка» «The Space Race»                             | 10 октября 2016  | 1043-248  | 0.93                          |
| 244           | 14                     | «Операция: Не слушай зло» «Operation: Hear No Evil»              | 11 октября 2016  | 1043-249  | 0.91                          |
| 245           | 15                     | «Космическое бегство» «Space Escape»                             | 12 октября 2016  | 1043-250  | 0.84                          |
| 246           | 16                     | «Новые кровати» «New Beds»                                       | 13 октября 2016  | 1043-251  | 1.15                          |
| 247           | 17                     | «Морби и Ригбекай» «Mordeby and Rigecai»                         | 14 октября 2016  | 1043-252  | 0.88                          |
| 248           | 18                     | «Альфа купол» «Alpha Dome»                                       | 20 октября 2016  | 1043-253  | 0.99                          |
| 249           | 19                     | «Страшные истории парка 6» «Terror Tales of the Park 6»          | 27 октября 2016  | 1043-244  | 1.05                          |
| 250           | 20                     | «Страшные истории парка 6» «Terror Tales of the Park 6»          | 27 октября 2016  | 1043-245  | 1.05                          |
| 251           | 21                     | «Ледяная кассета» «The Ice Tape»                                 | 3 ноября 2016    | 1043-256  | 0.92                          |
| 252           | 22                     | «Ключ ко Вселенной» «The Key to the Universe»                    | 10 ноября 2016   | 1043-257  | 1.02                          |
| 253           | 23                     | «Тяжело в учении» «No Train No Gain»                             | 17 ноября 2016   | 1043-258  | 0.99                          |
| 254           | 24                     | «Рождество в космосе» «Christmas in Space»                       | 1 декабря 2016   | 1043-254A | 0.92                          |
| 255           | 25                     | «Рождество в космосе» «Christmas in Space»                       | 1 декабря 2016   | 1043-254B | 0.92                          |
| 256           | 26                     | «С ног сшибательная доброта» «Kill 'Em With Kindness»            | 14 января 2017   | 1043-259  | 1.08                          |
| 257           | 27                     | «Знакомьтесь, провидица» «Meet the Seer»                         | 14 января 2017   | 1043-260  | 1.08                          |
| 258           | 28                     | «Попс, выше нос!» «Cheer Up Pops»                                | 16 января 2017   | 1043-261  | 1.33                          |
| 259           | 29                     | «Обычная эпичная последняя битва» «A Regular Epick Final Battle» | 16 января 2017   | 1043-262  | 1.33                          |
| 260           | 30                     | «Обычная эпичная последняя битва» «A Regular Epick Final Battle» | 16 января 2017   | 1043-264A | 1.37                          |
| 261           | 31                     | «Обычная эпичная последняя битва» «A Regular Epick Final Battle» | 16 января 2017   | 1043-264B | 1.37                          |